# 11548 Jerrylewis
11548 Jerrylewis eller 1992 WD8 är en asteroid i huvudbältet som upptäcktes den 25 november 1992 av de båda amerikanska astronomerna Carolyn S. Shoemaker och David H. Levy vid Palomar-observatoriet. Den är uppkallad efter den amerikanske skådisen och komikern Jerry Lewis.